# Herbert Berrer
Herbert Berrer (2 de fevereiro de 1921 - 9 de fevereiro de 1992) foi um oficial alemão que serviu durante a Segunda Guerra Mundial. Foi condecorado com a Cruz de Cavaleiro da Cruz de Ferro.

## Condecorações
| Cruz de Ferro 2ª Classe                                |
| Cruz de Ferro 1ª Classe                                |
| Cruz de Cavaleiro da Cruz de Ferro 5 de agosto de 1944 |